# Dorat Road
Die Dorat Road ist eine Fernstraße im Norden des australischen Northern Territory. Sie verläuft zwischen den Ortschaften Hayes Creek und Adelaide River als Spange westlich des Stuart Highway. Von ihr zweigen zwei Straßen nach Westen ab, die Zugang zu Natur- und Nationalparks ermöglichen.

## Verlauf
Die ca. 100 km südlich von Darwin gelegene Straße zweigt in Hayes Creek vom Stuart Highway (N1) nach Westen ab. Wenige Kilometer weiter zweigt von ihr die Oolloo Road nach Süden ab und vermittelt die Zufahrt zum Douglas Hot Springs Nature Park und Butterfly Gorge Nature Park am Douglas River, zur Douglas River / Daly River Esplanade Conservation Area am Daly River und den Ortschaften Oolloo und Oolloo Crossing, sowie Fish River am gleichnamigen Fluss.
Die Dorat Road führt noch ca. 20 km nach Westen und biegt dann nach Norden ab. Südöstlich des Litchfield-Nationalparks zweigt von ihr nach Westen die Daly River Road (S28) ab, die am Südrand des Nationalparks vorbei zur Ortschaft Daly River am Oberlauf des gleichnamigen Flusses und weiter nach Südwesten zu den Ortschaften des Aboriginesreservats Daly River / Port Keats am Joseph-Bonaparte-Golf führt.
Die Dorat Road zieht von dieser Abzweigung weiter nach Norden und trifft in Adelaide River wieder auf den Stuart Highway.
Der höchste Punkt im Verlauf der Straße liegt auf 171 m, der niedrigste auf 54 m.